# Hande Kader

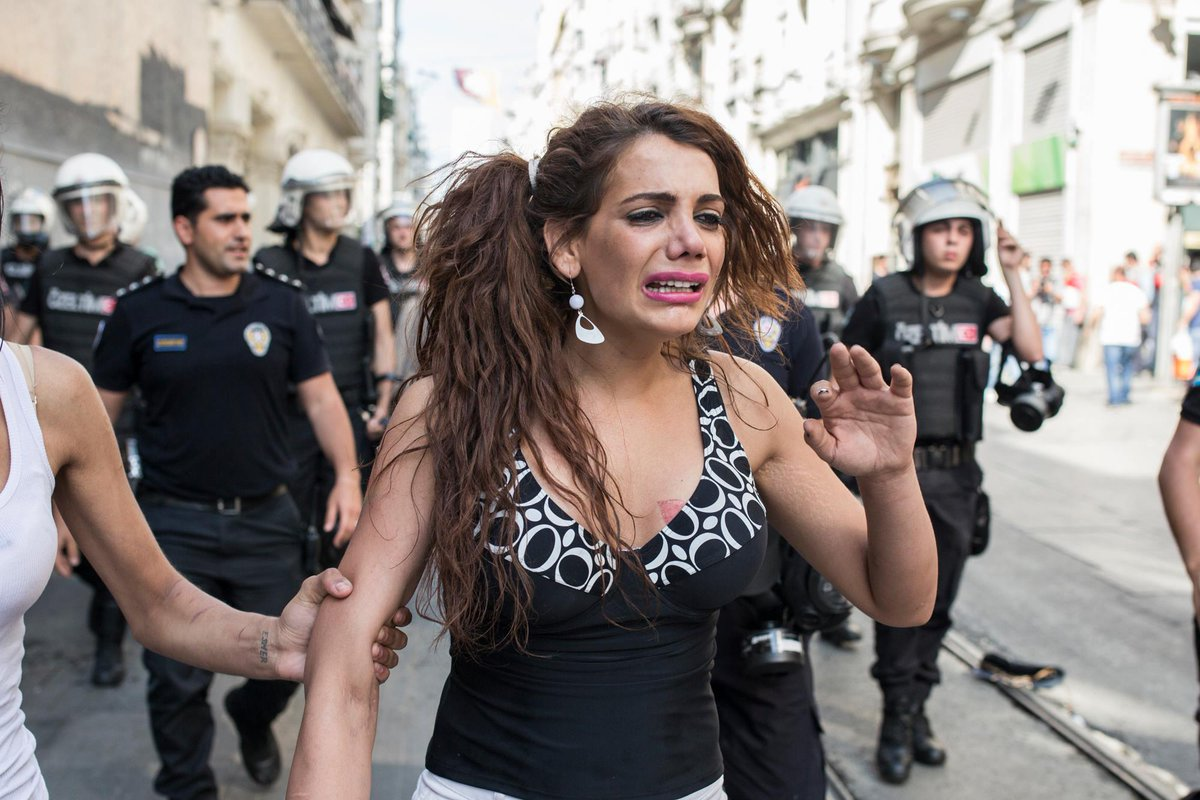
LGBTI+-Aktivistin Hande Kader während der Istanbul Pride am 28. Juni 2015

Hande Kader (* 1993 in Urfa; † August 2016 in Istanbul) war eine türkisch-kurdische Transgender-Frau und Menschenrechtsaktivistin, die Opfer eines transphoben Hassverbrechens wurde.

## Zur Person
Kader und ihre Freundin Didem Akay wurden für Millionen von Menschen zu einem Symbol für die LGBT-Gemeinschaft, nachdem sie an der Front des Widerstands gegen die Polizei fotografiert wurden, als die Gay Pride Istanbul 2015 von der Polizei gewaltsam aufgelöst wurde. Im August 2016 wurde sie von ihrem Lebenspartner Davut Dengiler als vermisst gemeldet, nachdem sie etwa eine Woche lang nicht nach Hause zurückgekehrt war. Ihre Leiche wurde am 12. August 2016 am Straßenrand nahe Zekeriyaköy gefunden: Ihr Körper wies Spuren einer Vergewaltigung auf und war zerstückelt und verbrannt worden. In Anbetracht der Tatsache, dass Kaders Körper schwer misshandelt worden war, konnte sie erst im städtischen Leichenschauhaus von Dengiler identifiziert werden.
Kader verdiente ihren Lebensunterhalt als Sexarbeiterin und wurde zuletzt gesehen, wie sie in das Auto eines Kunden stieg. Zum Zeitpunkt ihres Todes war sie erst 23 Jahre alt. Die offizielle Todesursache wurde noch nicht veröffentlicht. Berichten zufolge war ihr Leichnam nach ihrem Tod verbrannt worden, um mögliche Spuren des Täters/der Täter zu eliminieren.

## Reaktionen
Während eines illegalen Frauenmarsches am 8. März 2023 wurden auf dem Taksim-Platz die Namen von Frauen skandiert, darunter der von Hande Kader.

### Fehlende Objektivität in der Medienberichterstattung
Nach Hande Kaders Tod gab es öffentliche Proteste gegen Transphobie und die strukturelle Benachteiligung von Transgender-Personen in der türkischen Gesellschaft, und mehrere Kampagnen gegen transphobe Hassverbrechen wurden gestartet. Hunderte Menschen nahmen an dem Marsch „Gerechtigkeit für Hande Kader, Gerechtigkeit für alle“ teil. Insbesondere regierungstreue Zeitungen berichteten gar nicht oder kaum über den Fall, weshalb vor allem die regierungskritische Zeitung „Cumhuriyet“ oder LGBT-nahe Medien den Fall begleiteten.
Die Hürriyet-Journalistin Ayşe Arman wies darauf hin, dass diese Tat und der Mord an Kader in den Medien nicht ausreichend behandelt wurden, und erklärte, dass die Transgender-Identität von Hande Kader dabei eine gewisse Rolle gespielt habe, da ihrem Fall – im Vergleich zu dem Mord an Ozgecan Aslan – kaum Aufmerksamkeit geschenkt wurde.

### Reaktionen von Politikern
Um auf transphobe Hassverbrechen aufmerksam zu machen und die Aufmerksamkeit der Politik darauf zu lenken, wurde auf Wunsch von LGBTI-Organisationen und Abgeordneten der Republikanischen Volkspartei eine Pressekonferenz im türkischen Parlament abgehalten. Darin wurde betont, dass Angriffe auf Transgender-Personen und transphobische Morde oft auch politisch motiviert seien.
Auf dem ersten veröffentlichten Wahlplakat des Präsidentschaftskandidaten Kemal Kılıçdaroğlu, der bei den türkischen Präsidentschaftswahlen 2023 im Namen der Bündnis der Nation (Millet ittifakı) ins Rennen geht, sind unter anderem die verbrannte Transfrau-Aktivistin Hande Kader sowie eine Studentin mit Kopftuch zu sehen.

### Reaktionen aus der Kunstszene
Die erfolgreiche türkische Künstlerin Ceylan Ertem erinnerte in ihrer Mitteilung zum internationalen Tag der Frauen an all die Frauen, die Femiziden zum Opfer gefallen sind, und erwähnte dort namentlich Hande Kader.

### Hande-Kader-Stipendium
Zu Ehren von Hande Kader hat der Studentenclub für LGBT-Studien der Bogazici-Universität (BULGBTİ) ein Stipendium mit dem Namen „Hande-Kader-Stipendium“ angekündigt, das ab dem Schuljahr 2017–2018 an einen transsexuellen Studenten der Universität hätte vergeben werden sollen. Das Präsidialamt der Universität teilte kurz darauf jedoch mit, dass sie von dieser Initiative nichts wüssten und sie die Spenden zurückerstattet hätten.